# Carl Bergsten
Carl Gustaf Bergsten (Norrköping, 10 de mayo de 1879-Estocolmo, 22 de abril de 1935) fue un arquitecto sueco. Se graduó en 1901 por el Real Instituto de Tecnología y tres años más tarde, por la Real Academia Sueca de las Artes de Estocolmo. Una beca posterior lo llevó a profundizar sus estudios en Alemania y Viena. Trabajó de aprendiz con los arquitectos de la Isak Gustaf Clason y Erik Lallerstedt. Bergsten, tuvo su propia empresa de arquitectura entre los años 1904 y 1935.
Fue influenciado de manera especial por el llamado Estilo romántico nacionalista y por el Funcionalismo. Diseñó una serie de espacios para exposiciones, como el Liljevalchs konsthall. 
Para la Exposición del Arte y de la Industria de Norrköping en 1906, Bergsten diseñó los dos edificios principales de la nave industrial (Industrihallen) y para la Exposición de Arte Hall (Konsthallen) así como el Pabellón de Caza (Jaktpaviljongen).

## Obras
- Norrköping Exhibition of Art and Industry (1906)
- Liljevalchs konsthall (1916)
- Swedish Pavilion,  Exposición de Artes Decorativas de 1925 de París (1925).
- Teatro Municipal de Gotemburgo (1934).

## Galería

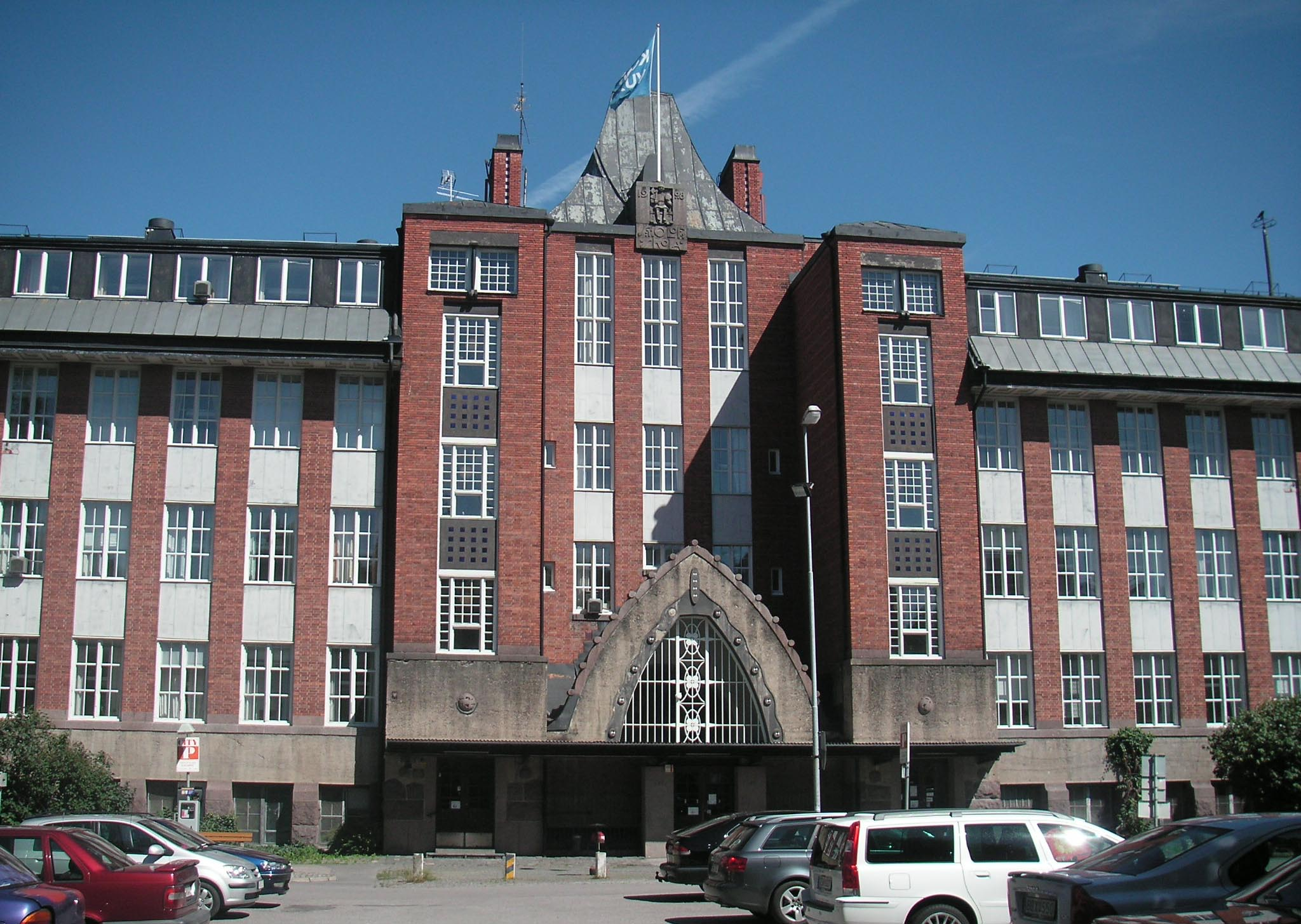
S:t Olofskolan, Norrköping.
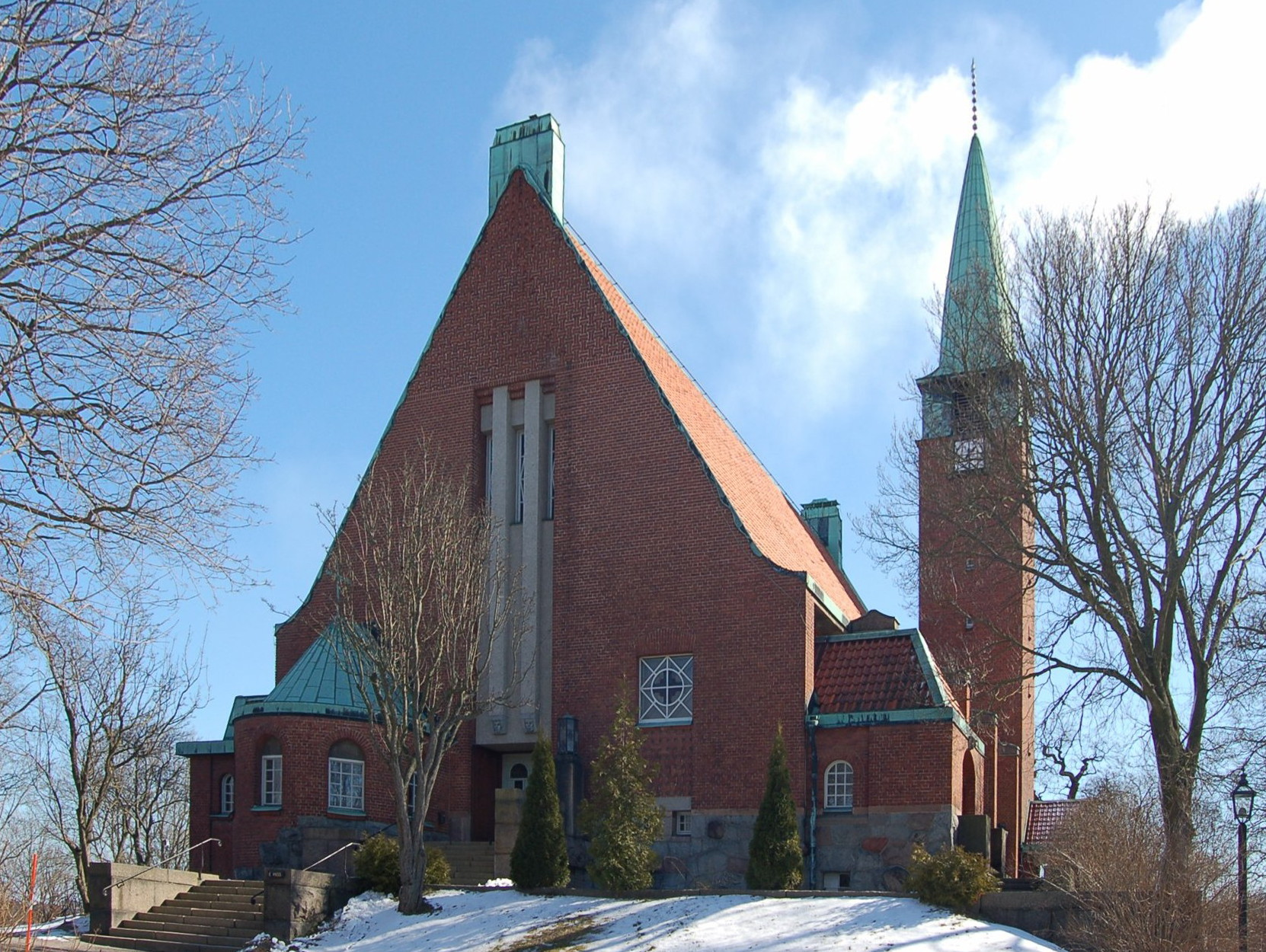
Hjorthagens kyrka, Estocolmo.
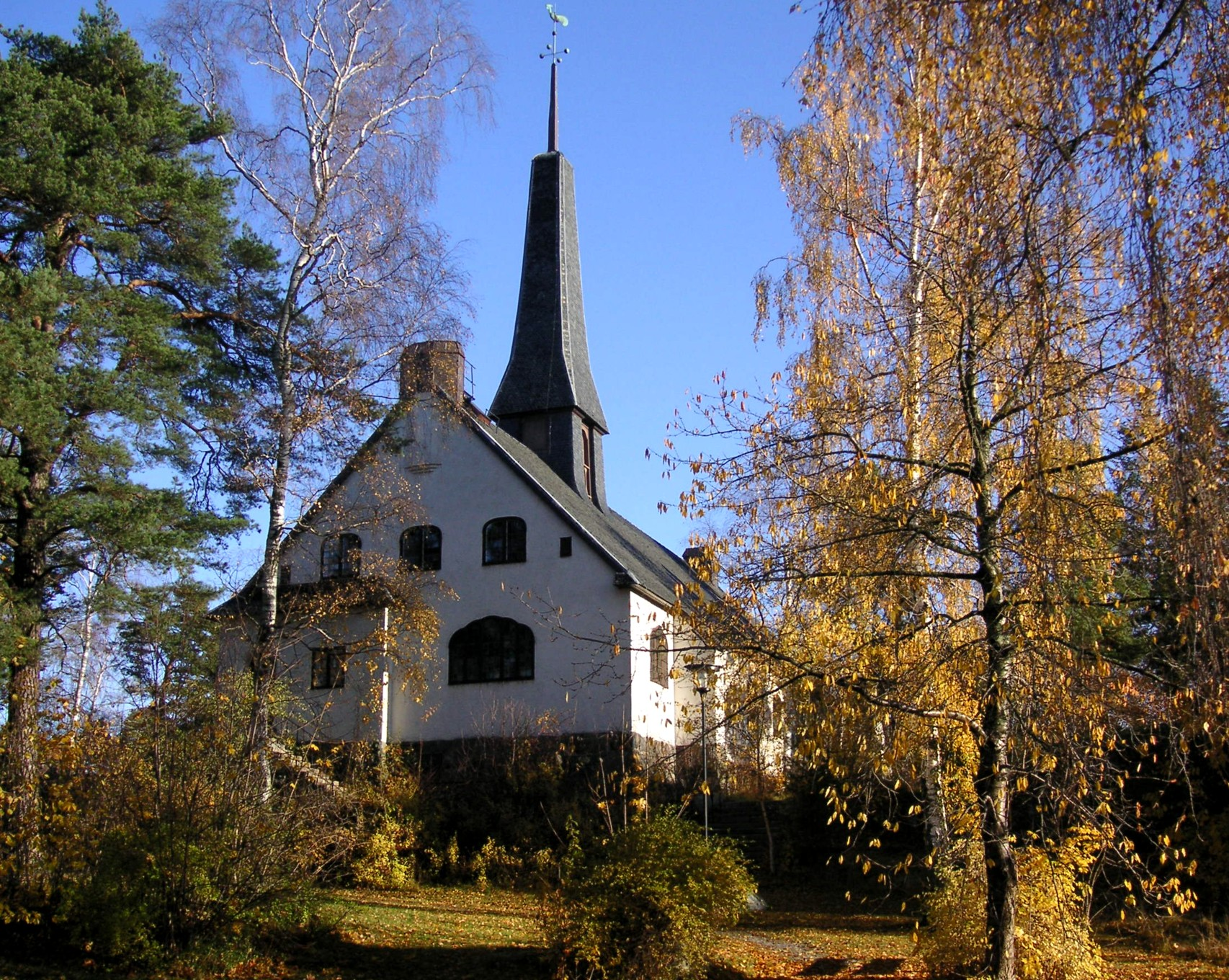
Enskede kyrka, Estocolmo.
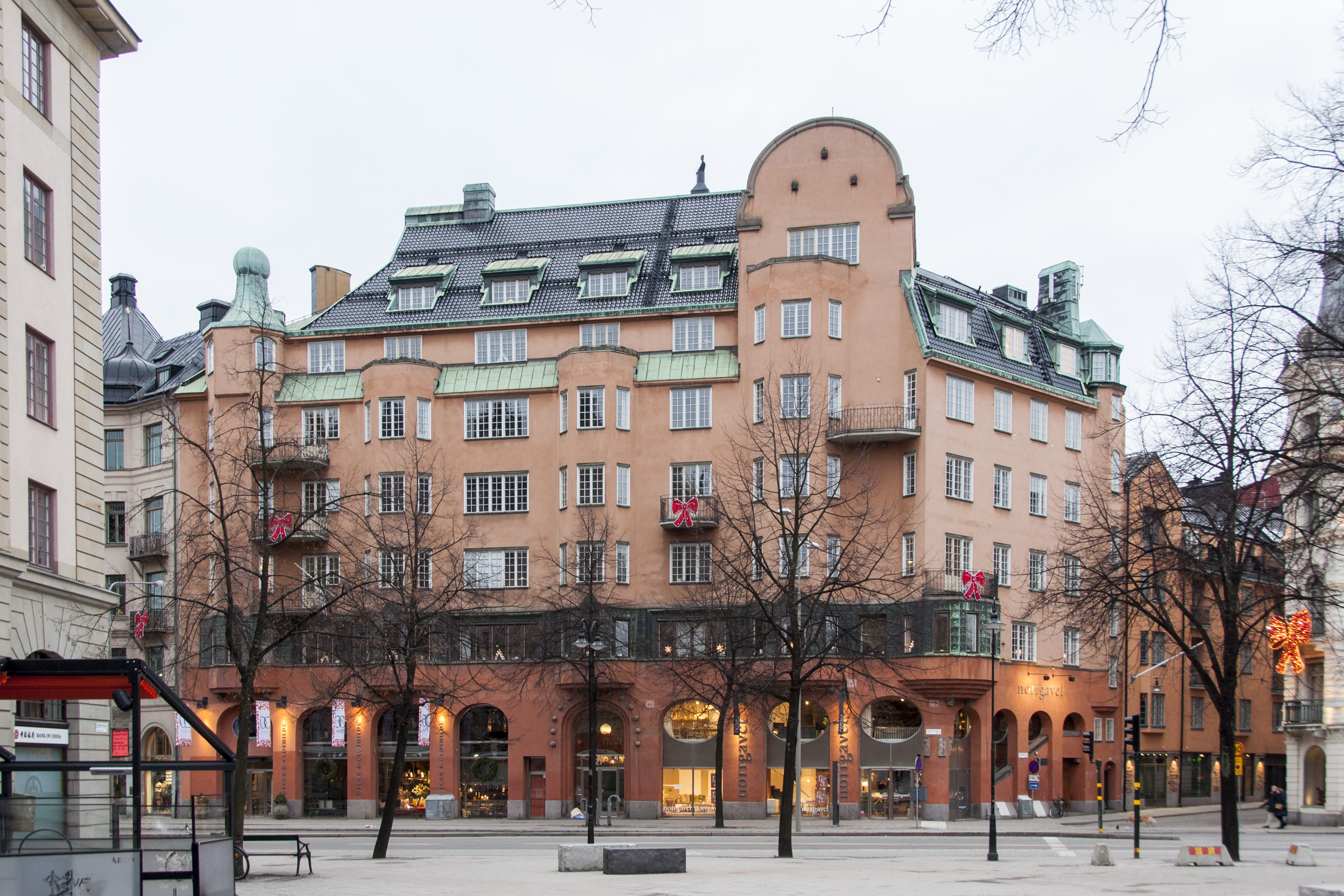
Birger Jarlsgatan 27, Estocolmo.
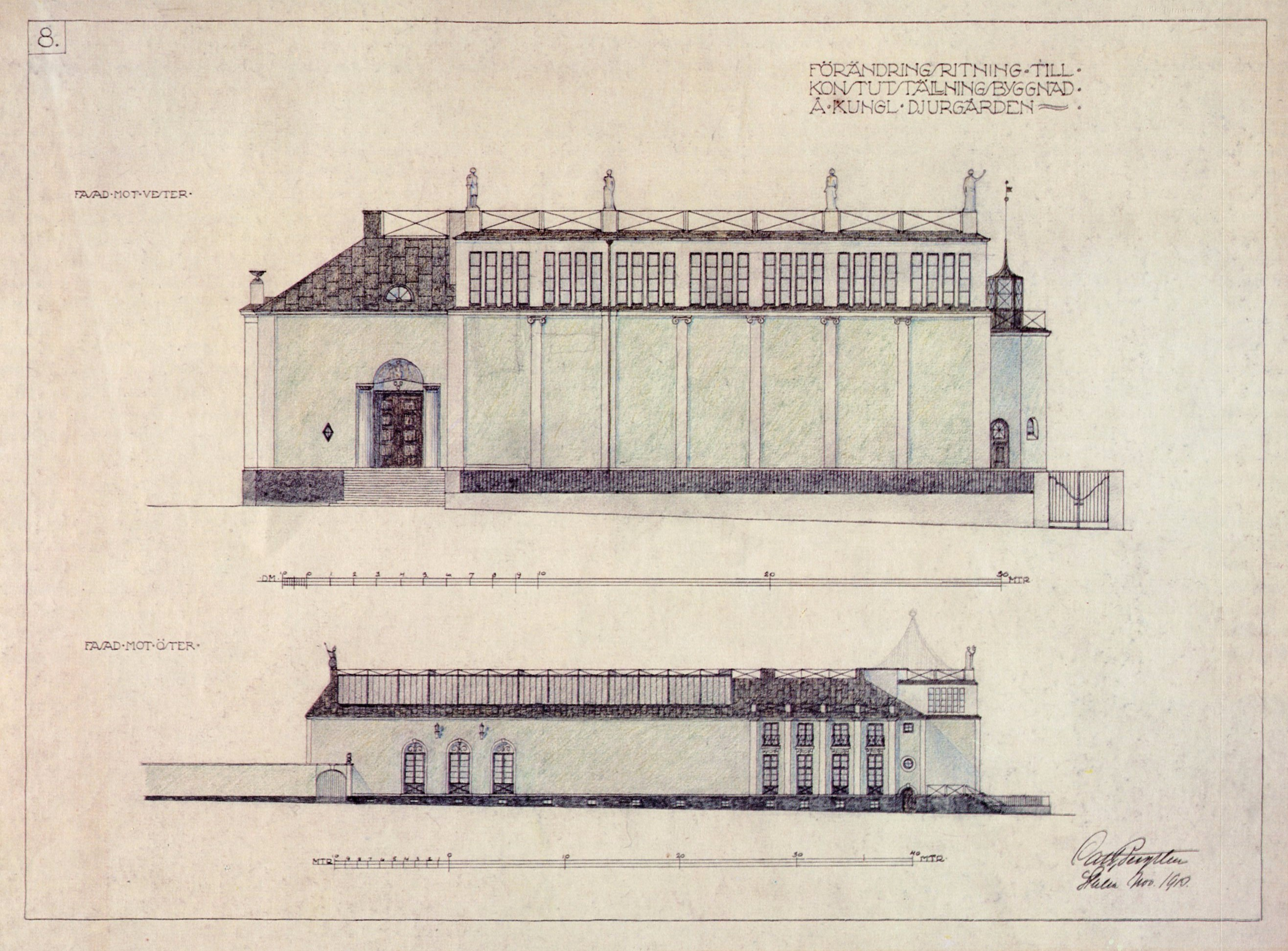
Liljevalchs Konsthall, Estocolmo.